# Mapimí
Mapimí (del cocoyome: mapeme ‘piedra en alto o cerro elevado’) es una ciudad y cabecera municipal del estado mexicano de Durango, municipio ubicado en la Comarca Lagunera. Da su nombre a la zona desértica denominada Bolsón de Mapimí y es cabecera del municipio del mismo nombre.
El año del 2010 Mapimí fue inscrito por la UNESCO en el Patrimonio Cultural de la Humanidad. Bajo el título de Camino Real de Tierra Adentro, la distinción se otorgó debido a su aporte cultural y arquitectónico e histórico. También Mapimí es parte del programa turístico Pueblos Mágicos debido a su historia, gastronomía y oferta turística.

## Historia
La zona donde hoy está ubicado el poblado de Mapimí fue habitada por indígenas tobosos y cocoyomes los cuales eran grupos indígenas del desierto. La fundación virreinal de Mapimí se debe gracias a que el sacerdote jesuita Juan Agustín de Espinoza, el capitán Antón Martín Zapata entre otros muchos colonizadores se trasladaron desde Cuencamé al corazón del desierto en busca de minerales preciosos, los cuales fueron encontrados en la Sierra de La India. Según los registros virreinales de la época el primer establecimiento español fue el 25 de julio de 1598 realizándose la fundación formal al pie de la Sierra de La India, llamando al poblado Santiago de Mapimí. De igual manera a los pocos años se realiza un pequeño establecimiento en lo alto de la Sierra de La India para así facilitar la extracción de los minerales; dicho poblado fue nombrado La Ojuela, siendo este dependencia directa de Santiago de Mapimí. Durante los inicios de la colonia la región permaneció aislada, tanto por la resistencia de los grupos indígenas como por las inclemencias del clima.  
La subsistencia de la población de Mapimí fue difícil por las frecuentes insurrecciones de los grupos indígenas tobosos, tarahumaras y tepehuanes quienes se sentían amenazados por la presencia española en la zona; dichos grupos indígenas se alzaron en varias ocasiones en los siglos XVII y XVIII arrasando la población al igual que varias otras de lo que hoy son los estados de Durango y Chihuahua. Santiago de Mapimí se vio afectado por los alzamientos de los años 1616-1617, 1654-1661, 1683-1687, 1703-1711 y 1715. Un hecho sobresaliente es que durante el ataque los indígenas buscaban destruir la imagen del Señor de Mapimí ya que representaba la conquista y destrucción de su cultura, las autoridades virreinales escoltaron para su protección la imagen fuera del poblado, rumbo a Santa María de las Parras (hoy Parras de la Fuente) pero debido a las inclemencias del tiempo la expedición truncó y la imagen se perdió en algún punto del desierto. Años después una indígena informó a unos soldados virreinales del hallazgo de una imagen católica en lo alto de la Sierra de Jimulco, dicha imagen era nada más y nada menos que la imagen del Señor de Mapimí. Inmediatamente informaron a las autoridades eclesiásticas de la localización de tan apreciada imagen, se decidió que la imagen sería trasladada al poblado más cercano que en aquel entonces era Cuencamé. Sucediendo esto los pobladores de Mapimí exigían que la imagen sea restaurada y devuelta a su templo original, suceso que nunca sucedió. Debido a los constantes ataques indígenas en la zona se ordenó la construcción de un presidio por parte de las autoridades españolas lo cual logró restablecer la autoridad en la región, sin embargo en 1767 las autoridades de la región se trasladaron al Presidio de Cinco Señores, hoy Nazas. La riqueza mineral de Santiago de Mapimí posicionó a este poblado como una de las zonas más ricas de todo el Virreinato de Nueva España.
Para el año de 1810 la Guerra de Independencia inicia en el centro de México sin perjudicar las actividades económicas y mineras de Santiago de Mapimí, pero no fue hasta el año de 1811 cuando cientos de soldados virreinales en su camino al Real de Minas de San Francisco de Cuéllar (hoy Chihuahua) llegaron custodiando a Miguel Hidalgo y Costilla, Juan Aldama y Mariano Jiménez, los cuales iban en calidad de prisioneros. El convento de la Orden de Nuestra Señora del Monte Carmelo que tenía como sede Santiago de Mapimí abogó porque el cura Miguel Hidalgo fuera hospedado en sus instalaciones, lo cual fue aceptado por los soldados virreinales siempre y cuando mantuviera su calidad de prisionero. En la corta estancia de Hidalgo en Santiago de Mapimí escribió un poema inspirándose en el Cerro de la Bufa también  conocido como el Cerro de la India. Una vez finalizada la Guerra de independencia y el comienzo del Primer Imperio Mexicano, Mapimí siguió formando parte de la provincia de la Nueva Vizcaya, la prosperidad y bonanza minera continuó en calma durante todo el siglo XIX, la población de Mapimí cada vez iba al alza debido a que gran número de personas de diferentes nacionalidades llegaban en búsqueda de la riqueza minera.

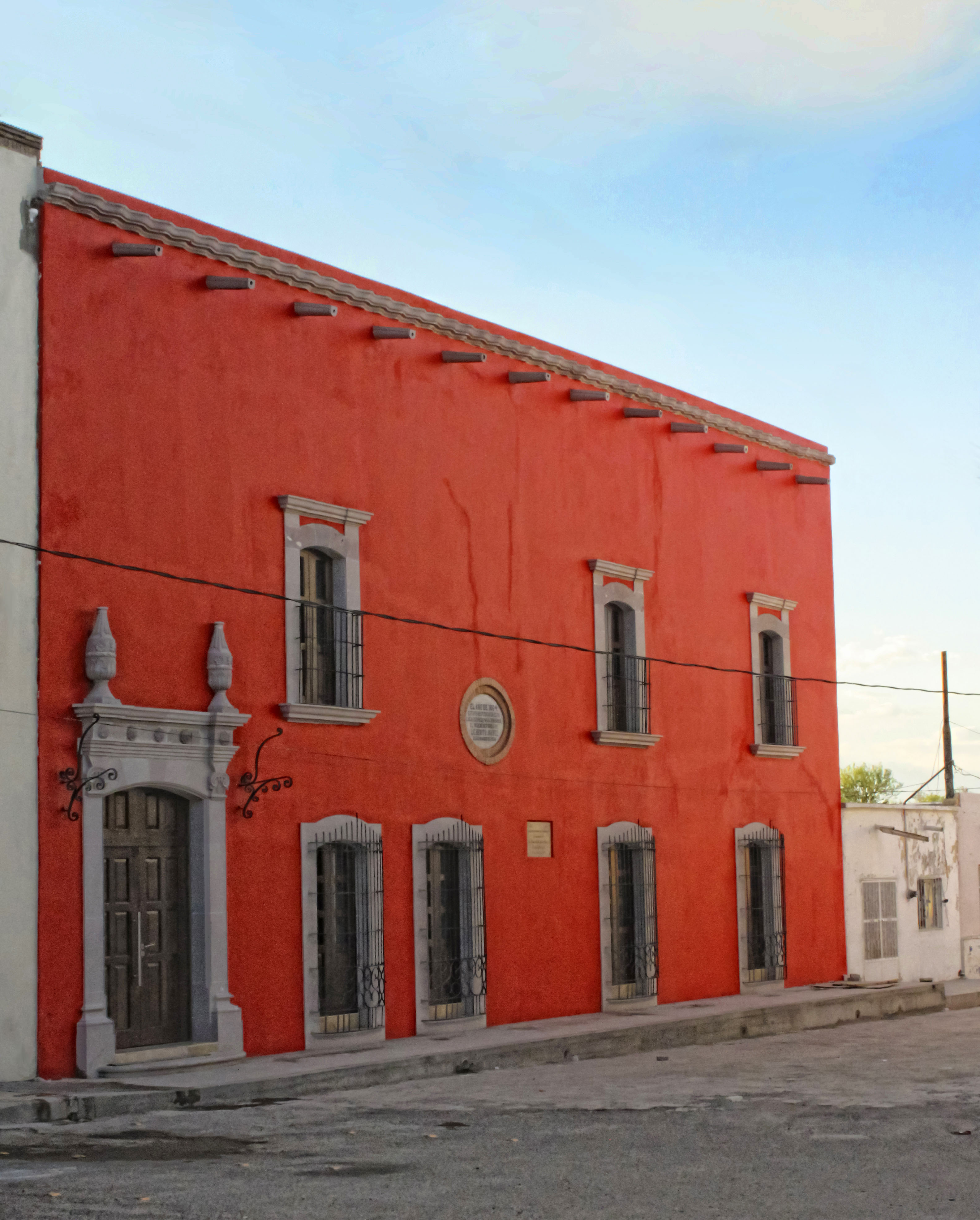
Casa donde pernoctó el presidente Benito Juárez con su gabinete presidencial en su persecución de las tropas del II Imperio francés, siendo declarado Palacio Nacional, 1864.

En 1859 siendo presidente de la república Benito Juárez se decreta la norma de reforma de la ley de nacionalización de los bienes eclesiásticos, iniciando así la separación de la iglesia y el estado y constituyéndose México como un estado laico. Este hecho escandalizó a la mayoría de los pobladores de Mapimí siendo de estos de fe católica. Como consecuencia de este acto entre otros muchos, el Segundo Imperio francés invade México en 1862 siendo así amenazada la República. Juárez, al percatarse de la amenaza que representaban tropas francesas en territorio mexicano, decide huir hacia el norte de la nación estableciéndose en gran cantidad de poblados. 

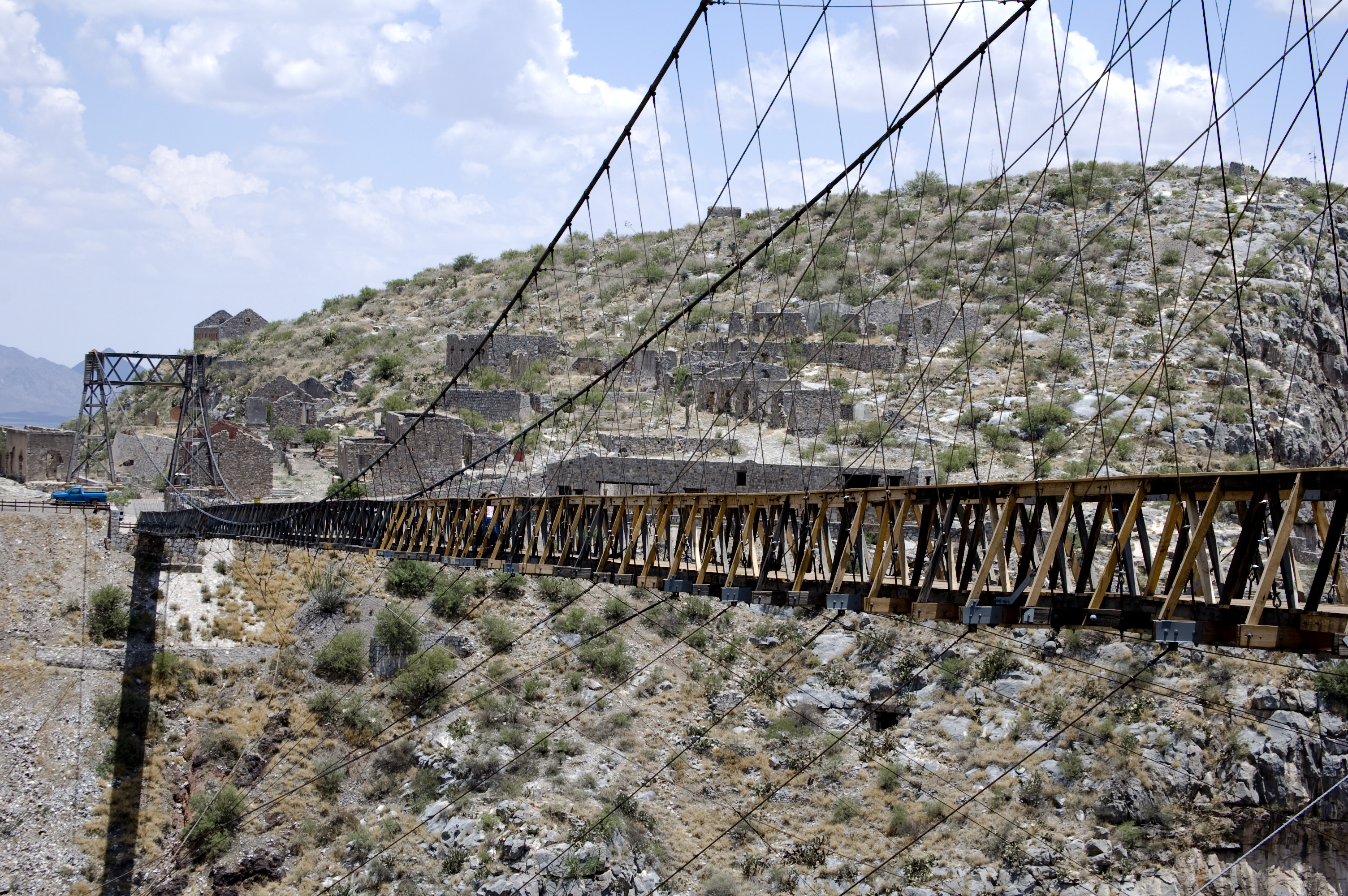
Puente colgante de La Ojuela, construido en 1899.

Pero no fue hasta 1864 que Benito Juárez y su gabinete llegó a Mapimí procedente de la hacienda de Santa Rosa (hoy Gómez Palacio) reuniéndose en un hospicio de la localidad (hoy museo), a los pocos días deciden seguir su camino rumbo al norte debido a que cada vez estaban más cerca las tropas imperiales. Mapimí estando bajo el gobierno monárquico del emperador Maximiliano I de México es nombrado capital del departamento número 43 siendo así independiente del Estado de Durango y resultando ahora como una nueva entidad imperialista del segundo. Ya finalizado el imperio es restaurada la república nuevamente en manos de Benito Juárez, durante los años restantes del siglo XIX la paz y la prosperidad seguían estando muy presentes en Mapimí. 
Durante el Porfiriato se inició en el año de 1898 la construcción del Puente Colgante de La Ojuela en el poblado del mismo nombre, dándose por terminada en noviembre de 1899 e iniciando su funcionamiento en 1900 de acuerdo a la placa puesta en la torre norte que indicaba el año. Dicho puente fue construido en su totalidad de madera y acero, funcionando para la comunicación de La Ojuela con la mina de Santa Rita, la cual era una de las más ricas del momento. Las personas que dirigieron la construcción del puente fue el Ing. Wilhelm Hildenbrand como su principal diseñador, Henry Grattan Tyrrell y Santiago Menghini. El proveedor del material para el levantamiento fue John A. Roebling que encabezaba la "John A. Roebling's Sons Co.", de Trenton, Nueva Jersey, usando un proceso llamado "hilado de cables" e inventado por él. Décadas más tarde, la compañía de John A. Roebling también fue la que participó para la construcción del Golden Gate en la ciudad de San Francisco (California). El puente tiene una distancia de 372.9 metros de atraque a atraque medida horizontalmente, 276 metros de largo (pasarela), 3.25 metros de ancho total de retenida a retenida del barandal y 2.2 metros de ancho de pasamano a pasamano, suspendiéndose sobre un barranco que tiene una profundidad de 100 metros.

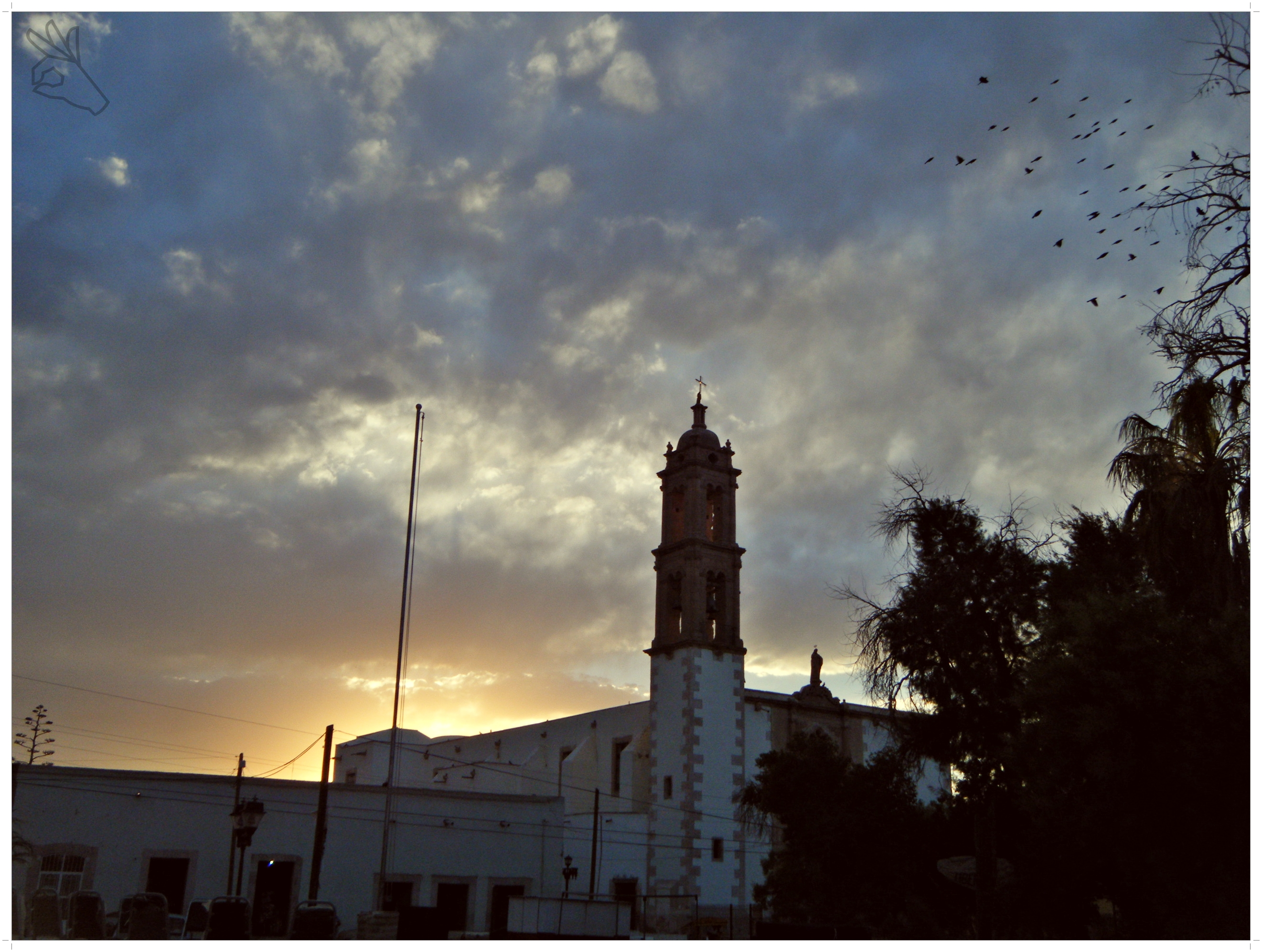
Atardecer en la Plaza de Armas "Benito Juárez".

Ya iniciado el siglo XX la prosperidad seguía estando presente en Mapimí, una vez iniciada la Revolución mexicana la violencia se hizo presente en Mapimí siendo testigo de ello los ataques revolucionarios que hoy en día aún son visibles en la Torre de la iglesia principal. La desgracia llegó en Mapimí en 1928 cuando 14 de los 20 niveles que existen en la mina de Santa Rita fueron inundados debido a la localización de ríos subterráneos en el corazón de la Sierra de la India. Este suceso cobro la vida de cientos de mineros que fueron arrasados por las aguas siendo este el fin de la mina debido a que toda la riqueza mineral quedó ahogada en las profundidades de las inundadas minas. Fue así que la gran actividad económica de Mapimí perdió su mayor fuente de ingresos y en consecuencia a este hecho los pobladores fueron abandonando la zona poco a poco llegando al punto de que el poblado de La Ojuela quedó completamente despoblado convirtiéndose en un pueblo fantasma. Los pocos residentes que quedaron en Mapimí sufrieron los estragos que significó estar un medio de una zona desértica donde es difícil establecer agricultura, ganadería o alguna actividad industrial. Para el año de 1938 el gobierno de Lázaro Cárdenas del Río impulsó la creación de grandes presas y posteriormente la construcción de canales de riego para facilitar la agricultura en esta zona. La segunda mitad del siglo XX los pobladores de Mapimí disidieron retomar la minería pero ya no sería de oro y plata como antes, sino de minerales de menor rango como aragonito, calcita, ágata, entre otros. Ya iniciado el siglo XXI turistas de diferentes puntos del país y del continente visitan Mapimí para así apreciar el poblado que un día fue una tierra prospera, llena de riquezas y oportunidades. Actualmente fueron reconocidos por la UNESCO tanto Mapimí como el pueblo fantasma de La Ojuela Patrimonio Cultural de la Humanidad bajo el nombre de Camino Real de Tierra Adentro y de igual manera el programa de pueblo a reconocido el aporte cultural, gastronómico y arquitectónico de Mapimí.
El municipio se encuentra en la disputa con la localidad de Bermejillo (también del municipio) por quién deberá tener la cabecera municipal debido a que Bermejillo es el centro poblacional más grande del municipio y el que cuenta con mayor fuentes de empleo.

## Turismo
Mapimí ofrece atractivos turísticos legado del aporte cultural de más de 400 años de historia. Su arquitectura que data de los siglos XVII y XVIII se hace presente en gran cantidad de edificios y monumentos, entre los principales está el edificio que fuera sede del Departamento de Comercio así como también el del Servicio Postal y el del Templo de Santiago Apóstol, El Mayor, edificado en 1772 con un estilo barroco. 
En el primer cuadro de la ciudad se puede visitar lo que un día fue la prisión en la cual fue encarcelado el padre de la patria Miguel Hidalgo y Costilla. A unos cuantos metros de la iglesia del Señor de Mapimí se localiza el que fue algún día el hospicio del pueblo en el cual fue albergado al presidente de la república Benito Juárez en su huida de las tropas imperiales, hoy en día es un museo en el cual se puede apreciar la historia de Mapimí entre otros muchos datos. El panteón de Mapimí tiene una gran cantidad de tumbas de extranjeros que trabajaron en las minas y existen leyendas relacionadas con el lugar, como Los Cuatro de a Caballo y Los Ladrones de La Ojuela. 
El pueblo fantasma de La Ojuela es otro sitio de gran importancia de Mapimí. Se localiza a tan solo 30 minutos del centro de Mapimí en lo alto de la Sierra de La India; hoy en día se puede apreciar las ruinas de lo que fue un gran pueblo minero. De igual manera se puede atravesar el puente colgante de La Ojuela, el más largo de su tipo en América Latina. Una vez atravesado el puente se pueden realizar actividades como rápel, lanzarse de varias tirolesas de hasta 500 m de largo, se puede ingresar en la mina de Santa Rita, la cual tiene 450 km de túneles divididos en 20 niveles. Allí se extraían cobre, plata y oro y hoy atesora raros y fascinantes minerales. Los túneles de la mina puede ser visitados solo con guías especializados que ofrecen sus servicios en la entrada de la misma. Esto se debe a que los túneles son lugares muy peligrosos. Al visitar la mina se puede observar una mula momificada debido a la humedad de la zona así como las condiciones laborales que representaba ser minero en el siglo XIX, que al finalizar el recorrido se puede salir a la superficie y apreciar la Zona del Silencio desde más de 400 metros de altura.  A unos cuantos kilómetros de Mapimí se encuentran las Grutas del Rosario, cavernas de origen natural que impresionan a sus visitantes.

## Ubicación y población
Mapimí se encuentra en la Comarca Lagunera, localizado en el corazón del Bolsón de Mapimí, una región completamente desértica, a una altitud de 1300 metros sobre el nivel del mar, se encuentra a 80 km al noroeste de la ciudad de Torreón y a 266 km al noreste de la ciudad de Victoria de Durango.

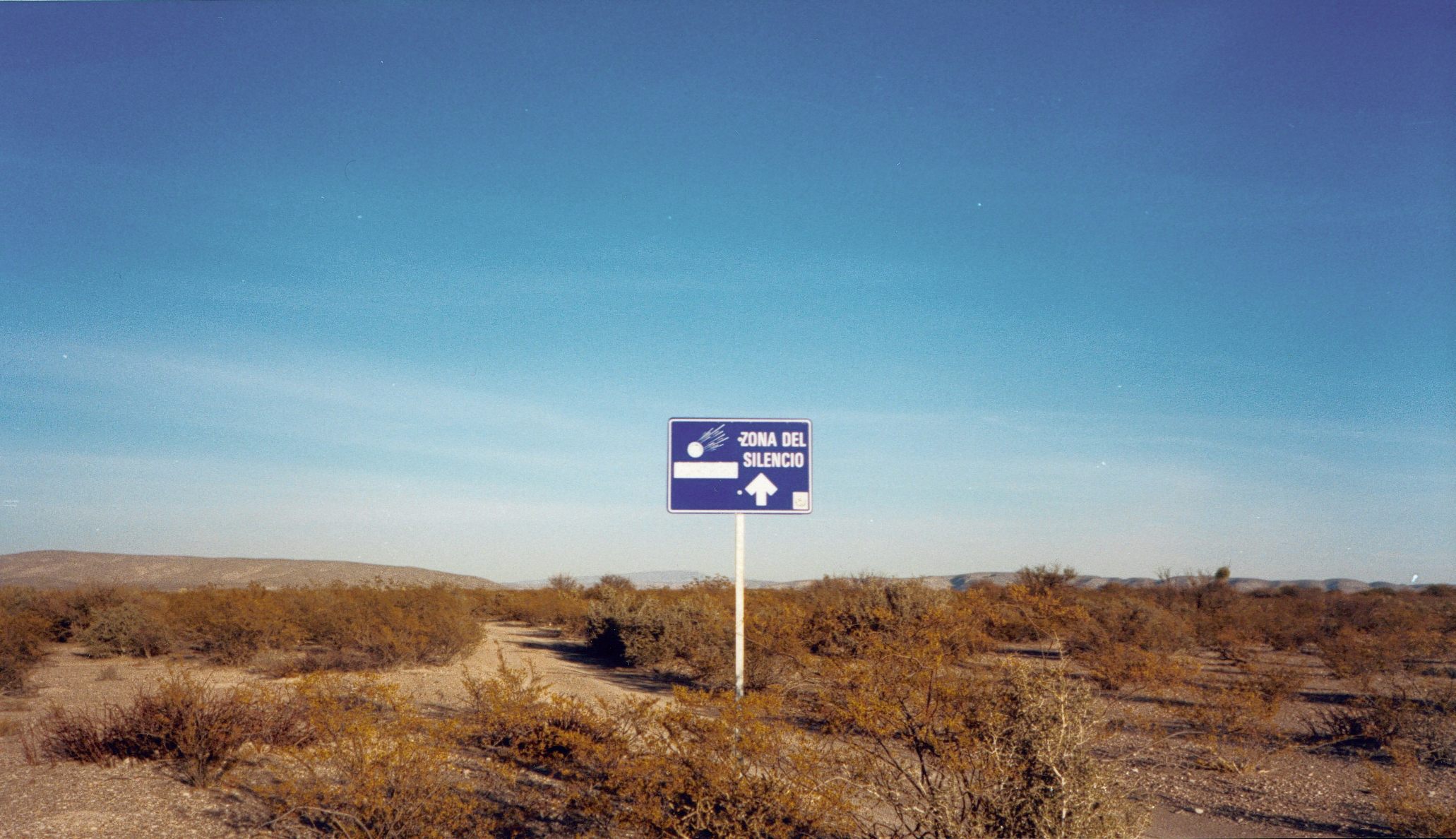
Mapimí se encuentra completamente rodeado por un desierto.

Su principal vía de comunicación es la Carretera Federal 30 que la une a 23 km al este con la población de Bermejillo donde enlaza con la Carretera Federal 49 que hacia el sur conduce hacia Gómez Palacio, Durango y hacia el norte hacia Jiménez, Chihuahua; la misma carretera 30 conduce, 100 kilómetros al oeste a la Carretera Federal 45 de donde hacia el sur se llega a la ciudad de Victoria de Durango. y hacia el norte a Parral, Chihuahua; esta misma carretera concluye en El Palmito, donde se encuentra la presa Lázaro Cárdenas.
De acuerdo con los resultados del Conteo de Población y Vivienda de 2010 realizado por el Instituto Nacional de Estadística y Geografía, la población de Mapimí es de 5623 habitantes.